# Posłowie z okręgu Sanok (PRL)
 Posłowie na Sejm PRL z okręgu Sanok

## Posłowie na Sejm Ustawodawczy (1947–1952)
Nie istniał okręg Sanok. Istniały okręgi: nr 50 w Rzeszowie, nr 51 w Gorlicach i nr 52 w Przemyślu, z których zostali wybrani kandydaci.

## Posłowie na Sejm I kadencji (1952-1956)
Nie istniał okręg Sanok. W ramach okręgu nr 63 w Krośnie mandat uzyskało sześciu kandydatów.

## Posłowie na Sejm II kadencji (1957-1961)
W ramach okręgu nr 78 w Sanoku mandat uzyskało trzech kandydatów; kolejność podana według liczby uzyskanych głosów.
- Andrzej Szczudlik (PZPR)
- Czesław Garbacik (ZSL)
- Jan Maciela (PZPR)

## Posłowie na Sejm III kadencji (1961-1965)
Nie istniał okręg Sanok. W ramach okręgu nr 63 w Krośnie mandat uzyskało sześciu kandydatów; kolejność podana według liczby uzyskanych głosów.

## Posłowie na Sejm IV kadencji (1965-1969)
Nie istniał okręg Sanok. W ramach okręgu nr 63 w Krośnie mandat uzyskało siedmiu kandydatów; kolejność podana według liczby uzyskanych głosów.

## Posłowie na Sejm V kadencji (1969-1972)
Nie istniał okręg Sanok. W ramach okręgu nr 63 w Krośnie mandat uzyskało siedmiu kandydatów; kolejność podana według liczby uzyskanych głosów.

## Posłowie na Sejm VI kadencji (1972-1976)
Nie istniał okręg Sanok. W ramach okręgu nr 63 w Krośnie mandat uzyskało ośmioro kandydatów; kolejność podana według liczby uzyskanych głosów.

## Posłowie na Sejm VII kadencji (1976-1980)
Nie istniał okręg Sanok. W ramach okręgu nr 34 w Krośnie mandat uzyskało sześcioro kandydatów; kolejność podana według liczby uzyskanych głosów.

## Posłowie na Sejm VIII kadencji (1980-1985)
Nie istniał okręg Sanok. W ramach okręgu nr 35 w Krośnie mandat uzyskało sześcioro kandydatów; kolejność podana według liczby uzyskanych głosów.

## Posłowie na Sejm IX kadencji (1985-1989)
Nie istniał okręg Sanok. W ramach okręgu nr 35 w Krośnie mandat uzyskało sześcioro kandydatów; kolejność podana według liczby uzyskanych głosów.

## Posłowie na Sejm X kadencji (1989-1991)
Nie istniał okręg Sanok. W ramach okręgu nr 51 w Krośnie mandat uzyskało pięcioro kandydatów (dwóch pierwszych 4 czerwca 1989, troje następnych 18 czerwca 1989).